# 카모아
카모아(한국어: 카모아, 영어: CarMore)는 스마트폰 애플리케이션을 통해 카셰어링 및 렌트카 가격비교와 실시간 예약 서비스를 제공하는 스마트폰 어플리케이션으로 팀오투에서 서비스를 제공하고 있다.
서울/제주도를 시작으로 2022년 8월 기준 전국 1,477개 입점 업체에 55,028개의 차량이 등록되어 있으며, 2020년 2월부터는 괌/사이판을 시작으로 해외 렌트카 가격비교 서비스도 시작했다.

## 연혁
- 2018년 10월 본엔젤스로부터 초기 투자 유치
- 2018년 12월 민간투자주도형 기술창업지원 프로그램 팁스(TIPS, Tech Incubator Program for Startup) 선정
- 2019년 6월 TBT로부터 시리즈A 투자 유치
- 2019년 12월 스마트앱어워드 코리아 여행/관광분야 최우수상 수상
- 2020년 11월 클룩와 제휴를 통해 렌트카 예약 서비스 제공
- 2021년 4월 SK렌터카 등으로부터 시리즈B 투자 유치
- 2022년 4월 티맵렌터카 보관됨 2023-01-18 - 웨이백 머신 예약서비스 시작
- 2022년 8월 일본, 하와이, LA 서비스 오픈